# Kraftwerk Pueblo Viejo
Das Kraftwerk Pueblo Viejo (spanisch Central hidroeléctrica Pueblo Viejo) ist ein Wasserkraftwerk in der Provinz Tucumán, Argentinien. Es liegt etwa 2,5 km unterhalb des Zusammenflusses von Río La Horqueta und Río Los Reales am Río Pueblo Viejo. Die beiden Wehranlagen und das zugehörige Wasserkraftwerk werden auch als Wasserkraftwerkskomplex Pueblo Viejo (span. Complejo hidroeléctrico Pueblo Viejo) bezeichnet. Die Stadt Monteros liegt rund 25 km östlich des Kraftwerks.

## Absperrbauwerke
Sowohl am Río La Horqueta als auch am Río Los Reales befinden sich Wehranlagen, an denen das Wasser abgeleitet und über Tunnel zum Kraftwerk geführt wird. Das Stauwehr am Río La Horqueta hat eine Höhe von 5 m und eine Länge von 49 m. Über die Wehrfelder können maximal 800 m³/s abgeleitet werden. Das Stauwehr am Río Los Reales hat eine Höhe von 9,2 m und eine Länge von 48,5 m. Über die Wehrfelder können maximal 1000 m³/s abgeleitet werden.

## Kraftwerk
Das Kraftwerk wurde 1967 in Betrieb genommen. Die installierte Leistung des Kraftwerks beträgt 15 (bzw. 15,36 oder 19,2) MW. Die durchschnittliche Jahreserzeugung wird mit 37 (bzw. 42 oder 57,6) Mio. kWh angegeben. Die Jahreserzeugung schwankt: sie lag 1989 bei 15,6 Mio. kWh und 1969 bei 61,3 Mio. kWh.
Die zwei Francis-Turbinen leisten jede maximal 7,7 (bzw. 7,98) MW und die Generatoren jeweils 9,6 MVA. Die Nenndrehzahl der Turbinen liegt bei 750/min. Die Fallhöhe beträgt 202 m. Der maximale Durchfluss liegt bei 9 m³/s. In der Schaltanlage wird die Generatorspannung von 13,2 kV mittels Leistungstransformatoren auf 132 kV hochgespannt.
Das Kraftwerk wird von der Hidroeléctrica Tucumán S.A. betrieben.